# Barnum (Minnesota)
Barnum ist eine Kleinstadt (mit dem Status „City“) im Carlton County im Osten des US-amerikanischen Bundesstaates Minnesota. Das U.S. Census Bureau hat bei der Volkszählung 2020 eine Einwohnerzahl von 620 ermittelt.

## Geografie
Barnum liegt am Moose Horn River, einem Nebenfluss des zum Stromgebiet des Mississippi gehörenden Kettle River. Der Ort liegt auf 46°30′15″ nördlicher Breite, 92°41′26″ westlicher Länge und erstreckt sich über 2,59 km². 
Benachbarte Orte von Barnum sind Mahtowa (10,3 km nordöstlich), Duesler (16,2 km östlich), Moose Lake (8,5 km südwestlich) und Kettle River (16,9 km westlich). 
Die nächstgelegenen größeren Städte sind Minneapolis (190 km südsüdwestlich), Minnesotas Hauptstadt Saint Paul (187 km in der gleichen Richtung), Eau Claire in Wisconsin (301 km südöstlich), Duluth am Oberen See (59,9 km nordöstlich) und Fargo in North Dakota (355 km westlich).
Die Grenze zu Kanada befindet sich 285 km nördlich.

## Verkehr
Entlang des südöstlichen Stadtrandes verläuft die Interstate 35, die kürzeste Verbindung von den Twin Cities nach Duluth. Alle weiteren Straßen sind untergeordnete Landstraßen, teils unbefestigte Fahrwege sowie innerörtliche Verbindungsstraßen.
Auf der Trasse einer ehemaligen Eisenbahnlinie verläuft ein Rail Trail durch das Stadtgebiet von Moose Lake.
13,3 km südwestlich von Barnum befindet sich der Moose Lake Carlton County Airport. Der nächste Großflughafen ist der 198 km südsüdwestlich gelegene Minneapolis-Saint Paul International Airport.

## Demografische Daten
Nach der Volkszählung im Jahr 2010 lebten in Barnum 613 Menschen in 236 Haushalten. Die Bevölkerungsdichte betrug 236,7 Einwohner pro Quadratkilometer. In den 236 Haushalten lebten statistisch je 2,57 Personen. 
Ethnisch betrachtet setzte sich die Bevölkerung zusammen aus 92,0 Prozent Weißen, 0,3 Prozent Afroamerikanern, 2,4 Prozent amerikanischen Ureinwohnern sowie 0,2 Prozent Asiaten; 5,1 Prozent stammten von zwei oder mehr Ethnien ab. Unabhängig von der ethnischen Zugehörigkeit waren 0,8 Prozent der Bevölkerung spanischer oder lateinamerikanischer Abstammung. 
32,5 Prozent der Bevölkerung waren unter 18 Jahre alt, 54,4 Prozent waren zwischen 18 und 64 und 13,1 Prozent waren 65 Jahre oder älter. 53,3 Prozent der Bevölkerung war weiblich.

Das mittlere jährliche Einkommen eines Haushalts lag bei 37.212 USD. Das Pro-Kopf-Einkommen betrug 16.385 USD. 19,8 Prozent der Einwohner lebten unterhalb der Armutsgrenze.